# Нукріані
Нукріані (груз. ნუკრიანი) — село в Сігнагському муніципалітеті, мхаре Кахеті, Грузія. Розташоване на північно-східному схилі Гомборського хребта. Центр сільської ради, до складу якої входить також село Чоторі. 820 м над рівнем моря. Відстань від Сігнагі 5 км.  За даними перепису 2014 року, у селі мешкає 1935 чол. Побудовано на магістралі Тбілісі – Сігнагі.
В Нукріані знаходиться собор Святого Ґіорґі.
Село Нукріані підпорядковується єпархії Бодбе Грузинської церкви.